# Burgstall Erbshausen

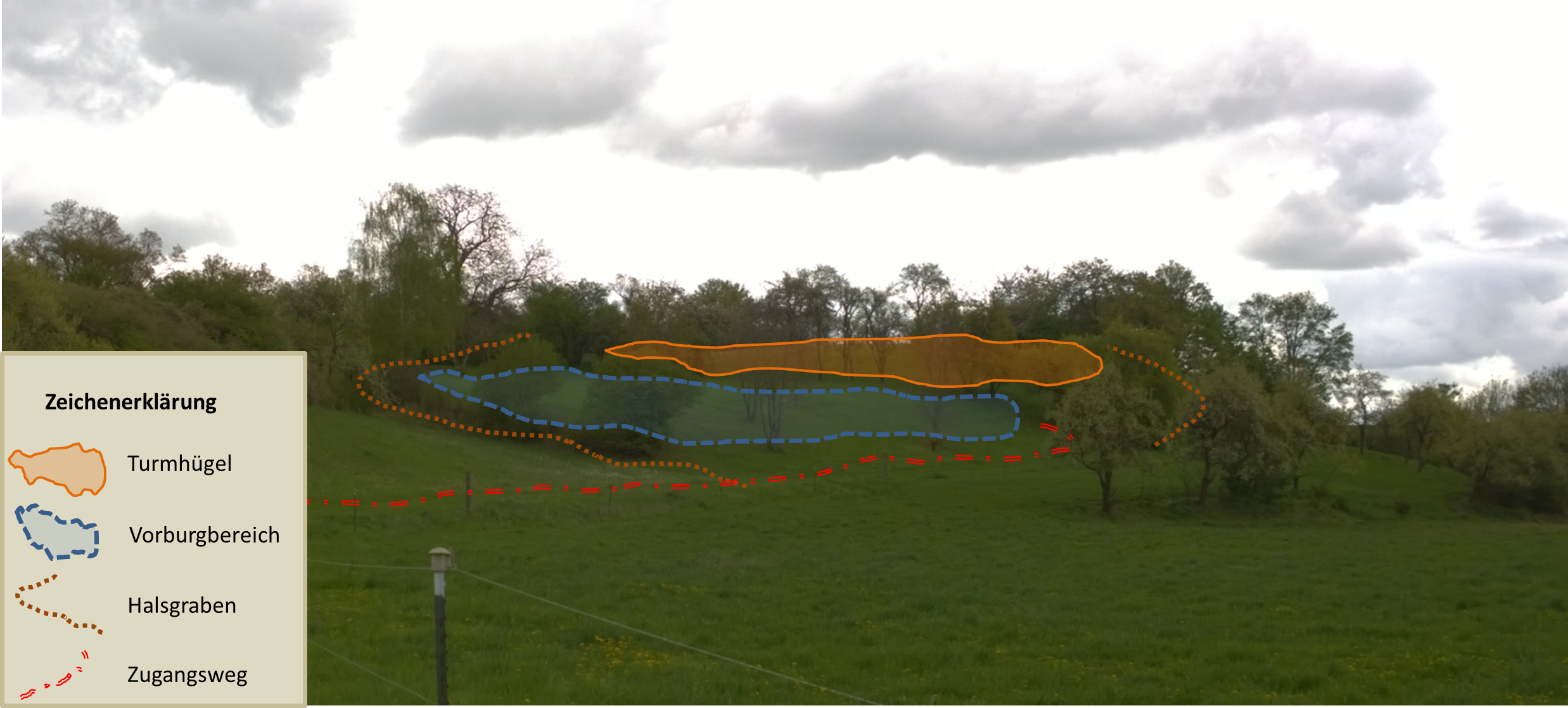
Kennzeichnung der noch erkennbaren Burgteile bei Blick aus Nordnordwest

Der Burgstall Erbshausen, auch Schlosshügel genannt, ist eine abgegangene Niederungsburg etwa 1650 Meter südöstlich der Kirche in Erbshausen in der Flur Schlosshügel, 150 Meter nordöstlich des Unterhofes, einem Ortsteil der Gemeinde Hausen bei Würzburg im unterfränkischen Landkreis Würzburg in Bayern. Die Burganlage wird grob als mittelalterlich datiert.

## Beschreibung
Die ehemalige Burganlage befand sich etwa 250 Meter südsüdöstlich des Zusammenflusses des Fullenbaches mit dem Erbshausener Baches zum Grundelbach auf einem kleinen von einem halbkreisförmigen Halsgraben umgebenen Burgplateau. Der Graben zieht sich dabei etwa 100 Meter von Süden über die Ostseite der Burgstelle nach Norden entlang und weist an seiner tiefsten Stelle noch eine Breite von 17 Metern und eine Tiefe von bis zu vier Metern auf. Im Süden und Norden verläuft der Halsgraben frei ins zwei bis drei Höhenmeter tiefer liegende Tal des Grundelbaches. Der Turmhügel selbst, fällt an seiner Nordseite drei Meter mäßig steil zu einer mehrere Meter breiten Berme ab, die auch als eine Vorburg gedeutet werden kann.
Die Burgstelle, dessen Innenfläche nur unwesentlich höher als das Vorgelände liegt, und deshalb zu den Ebenerdigen Ansitzen gezählt wird, hat einen Durchmesser von 43 Metern. Mit seiner Lage an einem Sporn der zum Tal des Erbshausener Baches hin abfallenden Hügelfläche und seinem ausgreifenden Burggraben hat er aber eher die Form einer Turmhügelburg (Motte).
Der Burgstall ist als Bodendenkmal Nummer D-6-6026-0148: „Mittelalterlicher ebenerdiger Ansitz“ geschützt.

Burgstallbilder
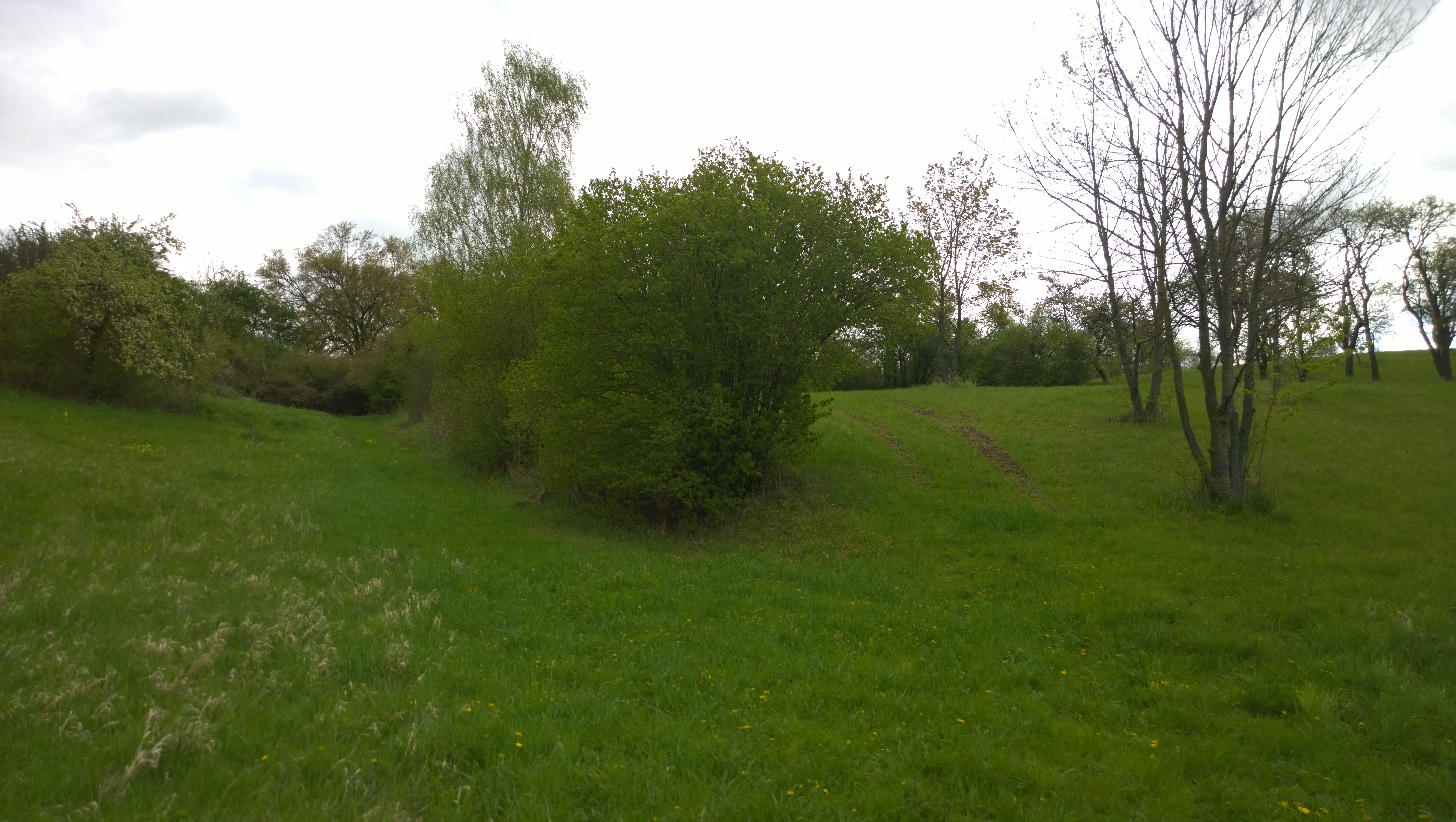
Links der Bildmitte der ins Tal auslaufende Halsgraben, rechts das Vorburg Gelände; hinten rechts der abgesetzte Anstieg zum Turmhügel
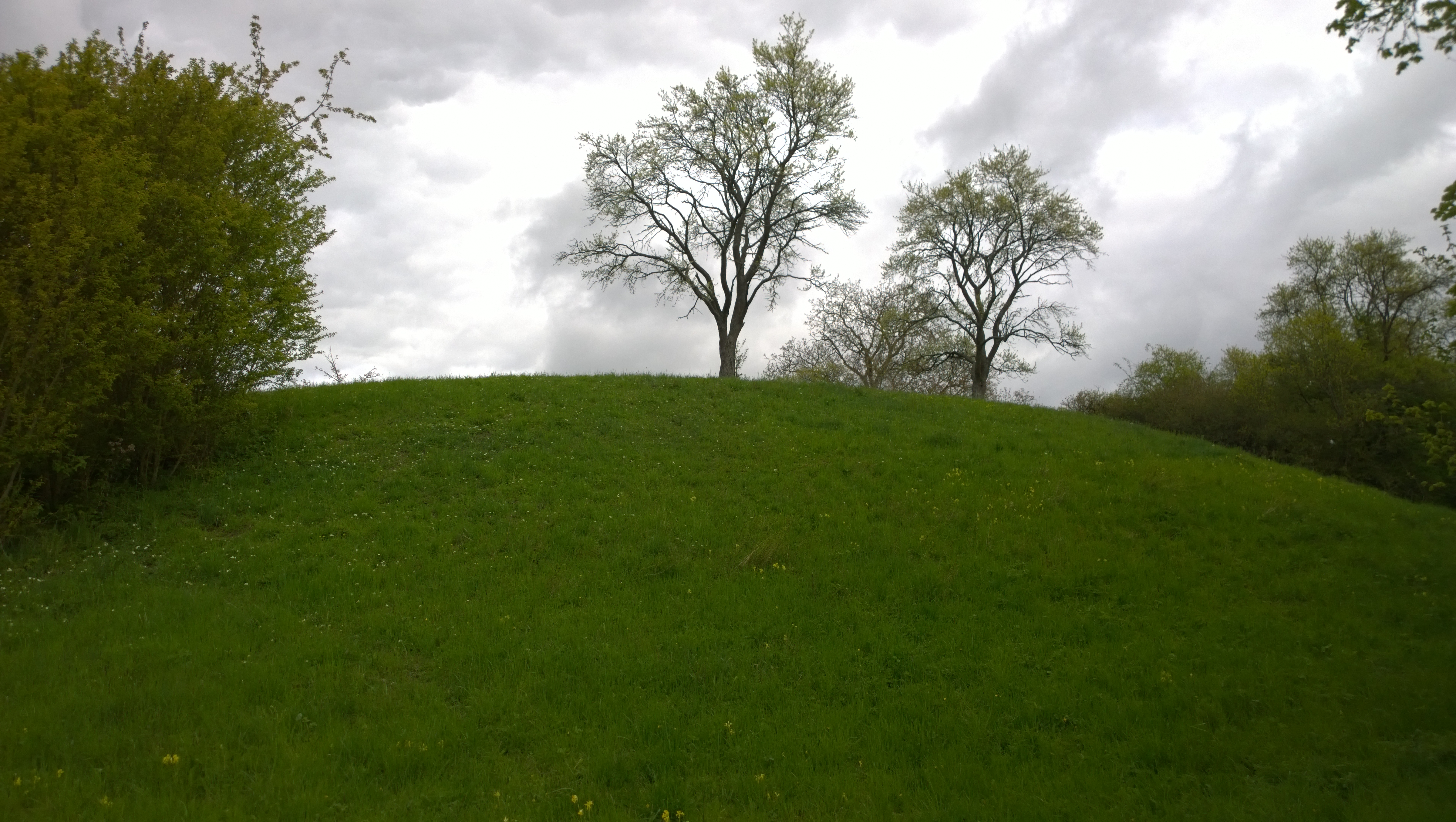
Der Turmhügel von der ausgesetzten kleinen Terrasse im Süden
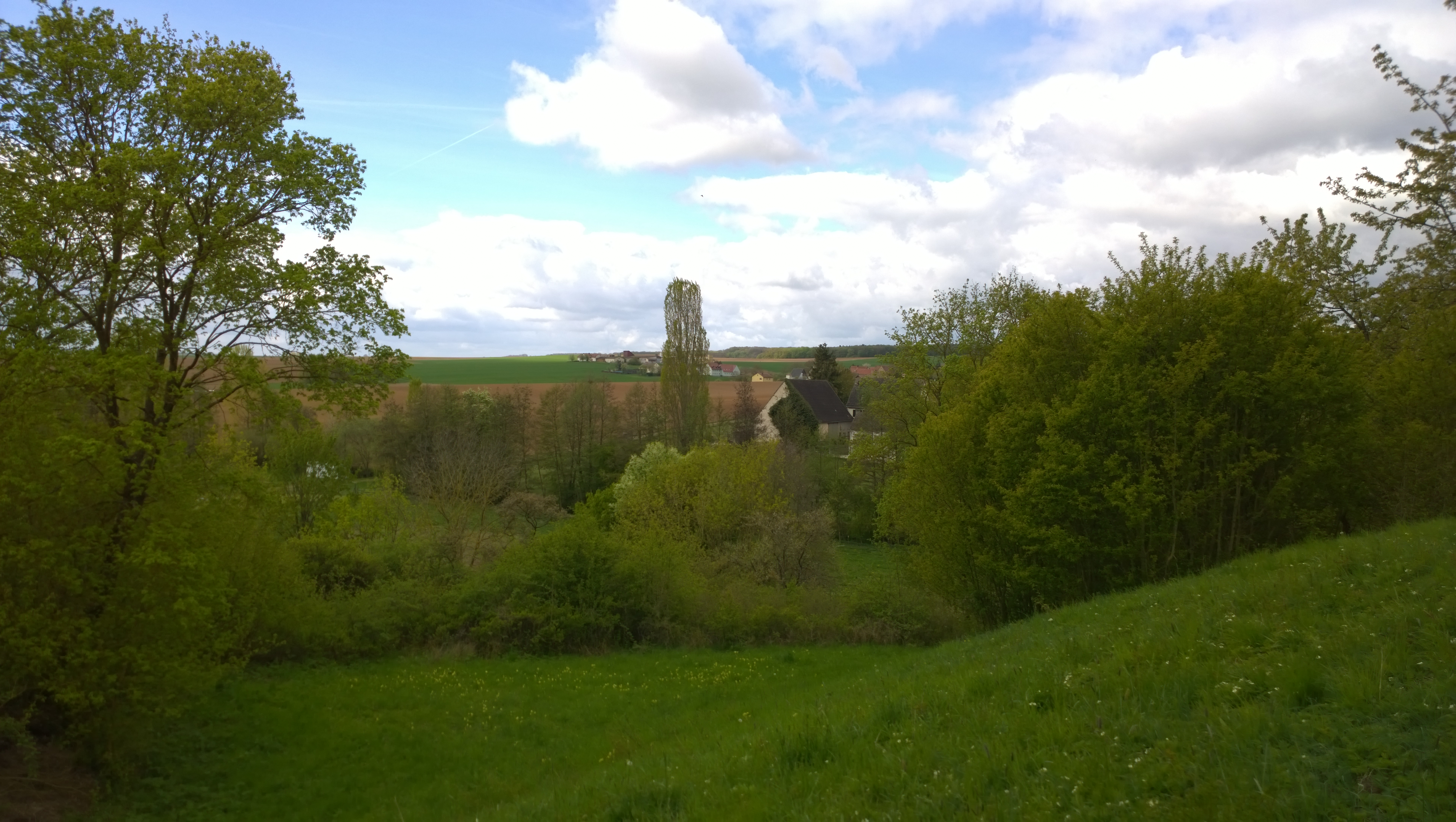
Richtung Südwesten über den in eine Terrasse auslaufenden Halsgraben mit Blick ins Tal zum Unterhof und nach Hilpertshausen
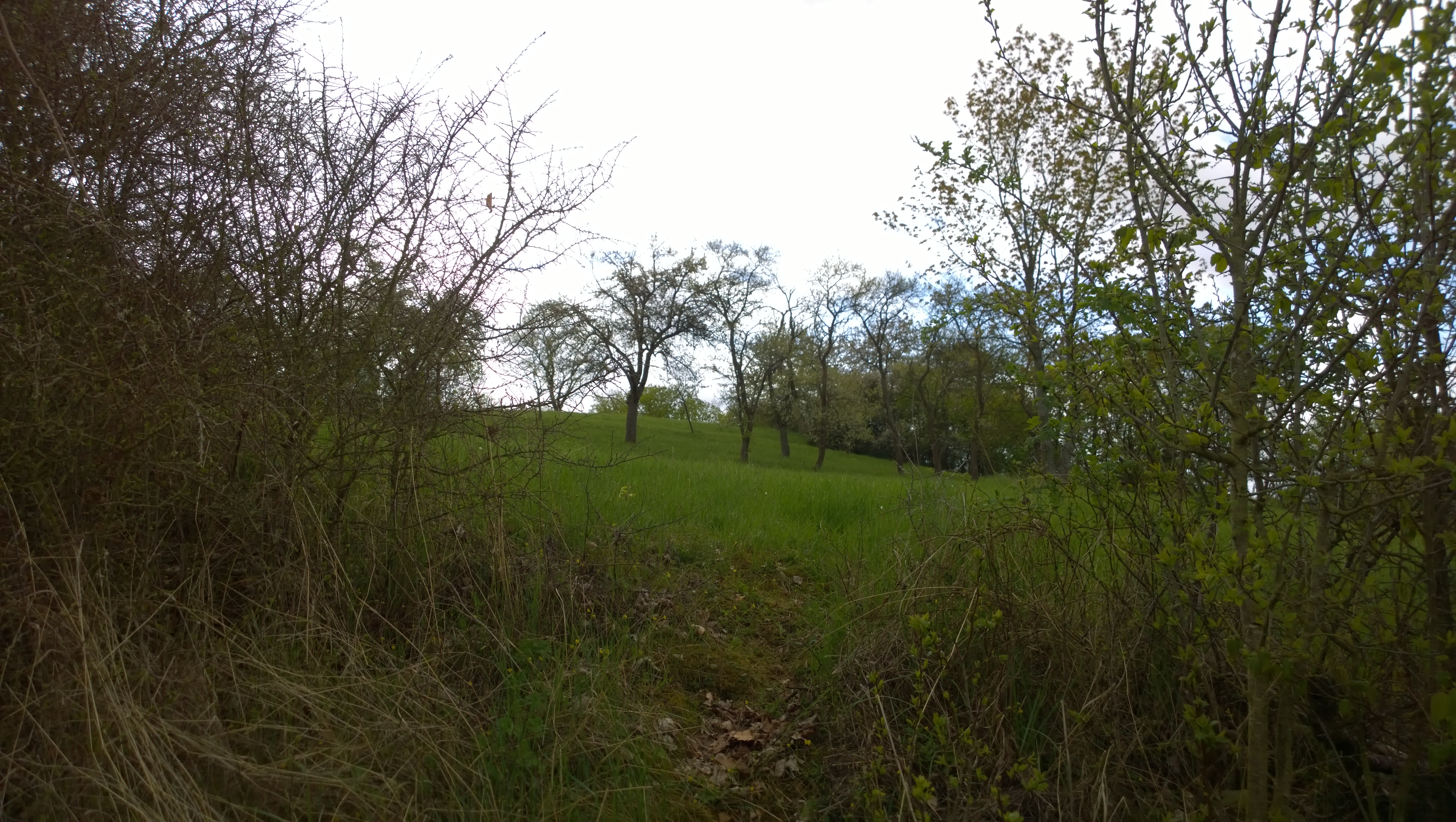
Blick von Norden aus dem Halsgraben auf das Gelände der Vorburg zum Turmhügel